# علي رضا أكبري
علي رضا أكبري ( الفارسية: علیرضا اکبری ( 21 أكتوبر 1961 – ق. 14 يناير 2023 ) سياسي إيراني وضابط كبيرًا في الحرس الثوري الإسلامي يحمل الجنسيتين الإيرانية والبريطانية. كان نائب وزير الدفاع بين عامي 1998 - 2003 في عهد الجنرال علي شمخاني خلال رئاسة الرئيس الإصلاحي محمد خاتمي.
تم القبض على أكبري لأول مرة في إيران عام 2009 بتهمة التجسس لصالح بريطانيا. تم القبض على أكبري مرة أخرى عام 2019 أثناء سفره من المملكة المتحدة إلى إيران، وحُكم عليه بالإعدام بتهم تتضمن مزاعم التجسس لصالح بريطانيا، Mofsed-e-filarz (التي تُترجم إلى "الفساد في الأرض")، النابعة من اتهامات بأن أكبري ارتكب التجسس نيابة عن وكالة الاستخبارات البريطانية MI6. أنكر أكبري وعائلته اتهامات التجسس الإيرانية. في 14 يناير 2023، أعلنت السلطة القضائية الإيرانية إعدام أكبري شنقًا بعد إدانته بتهمة التجسس. وقد قوبل إعدام أكبري بالجدل والإدانة، وخاصة من قبل الشخصيات السياسية البريطانية.

## النشأة
ولد علي رضا أكبري في 21 أكتوبر 1961 في شيراز. بعد الثورة الإيرانية عام 1979، وكان ناشط في جمعية الجمعيات الطلابية الإسلامية.

## المهام العملية
خلال الحرب العراقية الإيرانية قاتل مع فيلق بدر، وأصبح نائب قائد فرقة. يذكر نعي له في صحيفة ديلي تلغراف أنه كان قائد كبير في الحرس الثوري الإسلامي., كان عضو في المنظمة العسكرية التي نفذت وقف إطلاق النار بين إيران والعراق عام 1988 وأنهت الحرب بين إيران والعراق عام 1988، بموجب قرار مجلس الأمن التابع للأمم المتحدة رقم 598. وكان له أيضًا دور أمني آخر، بما في ذلك تقديم المشورة للبحرية الإيرانية. كان أكبري يعتبر حليف مقرب لوزير الدفاع علي شمخاني، الذي عينه نائب لوزير الدفاع، وهو المنصب الذي شغله بين عامي 1998 - 2003.
كان أكبري من أبرز المعارضين للاتفاق النووي بين إيران والغرب لأسباب تتعلق بالأمن القومي. ونُقل عنه قوله "إذا تراجعنا في كل مرة يضغطون علينا، فإنهم سيواصلون الضغط ويدفعوننا إلى الوراء حتى نصبح منزوعي السلاح وعُزّلاً تماماً". وكان دوره يتضمن الاتصال بالسفارات الأجنبية في طهران، وكان مسؤولاً عن طرح قضية أن البرنامج النووي الإيراني مخصص لأغراض سلمية. تقاعد أكبري من الخدمة الحكومية عام 2004 ودخل مجال الأعمال التجارية، الأمر الذي تطلب السفر من وإلى إيران.
عام 2008 في عهد حكومة محمود أحمدي نجاد، تم القبض عليه للاشتباه في تجسسه لصالح بريطانيا ولكن تم الإفراج عنه بكفالة لاحقًا. وذكرت صحيفة طهران تايمز أنه غادر إيران عام 2009، وانتقل إلى أوروبا ثم إلى إنجلترا. ويقول شقيق أكبري، مهدي، إنه حصل على الجنسية البريطانية عن طريق التجنيس من خلال الاستثمار وخلق فرص العمل في بريطانيا؛ وتقول السلطات الإيرانية إن الجنسية حصلت عليها كجزء من صفقة تجسس. وبذلك أصبح يحمل الجنسية البريطانية الإيرانية. هناك تقارير تشير إلى أنه عاش بشكل رئيسي في إسبانيا. كان أكبري يدير مؤسسة فكرية خاصة قبل اعتقاله عام 2019.

## الاعتقال والتهم
وفقًا لهيئة الإذاعة البريطانية تم القبض على أكبري عام 2019 أثناء زيارة لإيران. في 12 يناير 2023، نشرت وسائل إعلام رسمية إيرانية مقطع فيديو يزعم أن أكبري له دور في اغتيال كبير العلماء النوويين الإيرانيين محسن فخري زاده، الذي قُتل في هجوم خارج طهران عام 2020. ولم يعترف أكبري بالتورط المباشر في المؤامرة، لكنه قال إن أحد الوكلاء البريطانيين طلب معلومات عنه. وفي وقت لاحق (بي بي سي) تسجيل مزعوم للمكالمة الهاتفية التي أجراها أكبري مع عائلته من السجن، حيث زعم أنه تم إعطاؤه المخدرات والمواد الكيميائية بالقوة، واحتجازه في الحبس الانفرادي لفترات طويلة من الزمن، وإجباره على الإدلاء باعترافات مسجلة متكررة، وتعرضه للتعذيب.
اتُهم أكبري بتقديم معلومات إلى مسؤولي استخبارات بريطانيين (MI 5، 16، 13) بشأن 178 شخصية إيرانية، بما في ذلك فخري زاده والجنرال العقيد قاسم سليماني خوماني الذين قُتلوا عام 2019 على يد وكالات استخبارات أجنبية. وزعم المسؤولون الإيرانيون أن أكبري عمل من خلال شركة خاصة كانت على اتصال مباشر بمعاهد الأبحاث التي يرأسها مسؤولون استخباراتيون في لندن.

### حكم الإعدام والتنفيذ
في 11 يناير أعلنت وكالة ميزان، الذراع الإعلامية الرسمية لإيران، أن أكبري حُكم عليه بالإعدام. قبل إعدام أكبري، أعلنت وكالة أنباء الجمهورية الإسلامية الإيرانية (إيرنا) أن المحكمة العليا في إيران أيدت حكم الإعدام الصادر بحق أكبري، معلنة أنه استند إلى "أدلة دامغة". في 14 يناير 2023 تم الإعلان عن إعدام أكبري شنقًا. ولم يحدد تقرير ميزان الذي أعلن إعدام أكبري التاريخ الذي تم فيه تنفيذ الحكم.
بعد أربعة أشهر من إعدام علي رضا أكبري، أكدت صحيفة نيويورك تايمز في مقال كتبته فرناز فاسيحي ورونين بيرجمان، نقلاً عن مصادر استخباراتية غربية وإسرائيلية، أنه تجسس على البرامج النووية والعسكرية الإيرانية. وبحسب تقرير صحيفة نيويورك تايمز، قدم أكبري معلومات عن موقع فوردو للحكومة البريطانية، التي قدمتها بريطانيا بعد ذلك لحلفائها. وبحسب صحيفة نيويورك تايمز، فقد اكتشفته إيران بالتعاون مع جهاز الاستخبارات الروسي.

## ردود الفعل
في يناير 2023، قالت الحكومة البريطانية إن الاتهامات الموجهة إلى أكبري غير صحيحة وكانت مخصصة للمساومة السياسية. نفى وزير الخارجية البريطاني جيمس كليفرلي الاتهامات الموجهة ضد أكبري، ووصفها بأنها "ذات دوافع سياسية"، قائلاً إنه سيتم استدعاء القائم بالأعمال الإيراني بشأن الإعدام حتى يتمكن المسؤولون البريطانيون من التعبير عن "اشمئزازهم من تصرفات إيران". ووصف كليفرلي إعدام أكبري بأنه "بربري" في تغريدة على تويتر، وقال: "أظهر النظام الإيراني مرة أخرى استخفافه الشديد بالحياة البشرية. ولن يمر هذا دون رد". وقبل الإعدام، حثت الحكومة البريطانية المسؤولين الإيرانيين على عدم تنفيذ إعدام أكبري.
وقال رئيس الوزراء البريطاني ريشي سوناك إنه "شعر بالفزع من الإعدام"، ونشر على تويتر أن إعدام أكبري كان "عملاً قاسياً وجباناً نفذه نظام همجي لا يحترم حقوق الإنسان لشعبه". بعد أن أدانت الحكومة البريطانية إعدام أكبري، أصدرت وزارة الخارجية الإيرانية بيانًا قالت فيه "إن النظام البريطاني، الذي يعتبر أحد أفراد عائلته المالكة، أن قتل 25 شخص بريئ هو بمثابة إزالة لقطع الشطرنج ولا يشعر بأي ندم بشأن هذه القضية، وأولئك الذين يغضون الطرف عن جريمة الحرب هذه، ليسوا في وضع يسمح لهم بوعظ الآخرين بشأن حقوق الإنسان". وأعرب الرئيس الفرنسي إيمانويل ماكرون عن تضامنه وإدانته لعملية الإعدام عبر تويتر.
وصفت منظمة العفو الدولية، وهي منظمة معنية بحقوق الإنسان، إعدام أكبري بأنه "مروع للغاية" و"اعتداء شنيع على الحق في الحياة". كما طلبت المنظمة من الحكومة البريطانية "التحقيق بشكل كامل" في الاتهامات الموجهة إلى أكبري بتعرضه للتعذيب وسوء المعاملة في السجن، و"اتباع جميع السبل لمحاسبة السلطات الإيرانية". أدانت الولايات المتحدة والاتحاد الأوروبي والمملكة المتحدة إيران لإعدامها علي رضا أكبري ومواطنين إيرانيين آخرين. وتعهد وزير الخارجية الأمريكي أنتوني بلينكن بمعاقبة طهران على انتهاكاتها لحقوق الإنسان أثناء قمع المظاهرات الواسعة النطاق.

## الحياة الشخصية
أكبري تزوج من مريم صمدي (مواليد 1969). لديهم ابنتان. أسس رامين فورغاني، ابن أخيه، جمعية الملحدين الإيرانيين في غلاسكو عام 2013، وكان نائب رئيس الجمعية العلمانية الاسكتلندية.